# Васіле Йордаке
Васіле Йордаке (рум. Vasile Iordache, нар. 9 жовтня 1950, Ясси) — румунський футболіст, що грав на позиції воротаря.
Виступав, зокрема, за клуб «Стяуа», а також національну збірну Румунії.
Дворазовий чемпіон Румунії. Дворазовий володар Кубка Румунії.

## Клубна кар'єра
У дорослому футболі дебютував 1969 року виступами за команду «Політехніка» (Тімішоара), в якій провів два сезони, взявши участь у 28 матчах чемпіонату. 
Своєю грою за цю команду привернув увагу представників тренерського штабу клубу «Стяуа», до складу якого приєднався 1971 року. Відіграв за бухарестську команду наступні тринадцять сезонів своєї ігрової кар'єри. За цей час двічі виборював титул чемпіона Румунії, ставав володарем Кубка Румунії (чотири рази).
Завершив ігрову кар'єру у команді «Брашов», за яку виступав протягом 1984—1986 років.

## Виступи за збірну
1976 року дебютував в офіційних матчах у складі національної збірної Румунії.
У складі збірної був учасником чемпіонату Європи 1984 року у Франції.
Загалом протягом кар'єри в національній команді, яка тривала 9 років, провів у її формі 25 матчів.

## Титули і досягнення
- Чемпіон Румунії (2):

«Стяуа»: 1975-1976, 1977-1978
- Володар Кубка Румунії (2):

«Стяуа»: 1975-1976, 1978-1979